# 高臀魮
高臀魮（学名：Barbus altianalis）為輻鰭魚綱鯉形目鯉科的其中一個種。

## 分布
本魚分布於非洲基伍湖、艾伯特湖、愛德華湖及維多利亞湖。

## 深度
水深0－50公尺。

## 特徵
本魚體粗壯而延長，前面的觸鬚達到眼的中央，但是大體上，它非常短，不達到眼的前面側邊；後面的觸鬚總是達到超過前面的眼，有時包括鰓蓋的前面側邊；唇發展良好的。背鰭硬棘3枚；背鰭軟條9－11枚；臀鰭硬棘2－3枚；臀鰭軟條5－6枚，體長可達90公分。

## 生態
本魚棲息近岸水域，喜具有砂石底質，屬雜食性，以腹足類、水生植物、魚類及甲殼類等為食。

## 經濟利用
可做為食用魚。

## 扩展阅读
維基物種上的相關：高臀魮